# شهرستان چانگتینگ
شهرستان چانگتینگ (به لاتین: Changting County) یک منطقهٔ مسکونی در چین است که در لانگیان واقع شده‌است. شهرستان چانگتینگ ۳٬۰۹۹ کیلومتر مربع مساحت و ۳۹۳٬۳۹۰ نفر جمعیت دارد.